# Distonia cervical
La distonia cervical és un trastorn del moviment crònic d'origen neurològic que causa girs involuntaris del coll a esquerra, dreta, cap amunt, i/o cap avall. També s'anomena "torticoli espasmòdica". Tant el múscul agonista com l'antagonista es contreuen simultàniament durant el moviment distònic.
Les causes d'aquest desordre són predominantment d'origen idiopàtic. Un número petit de pacients desenvolupa el desordre arran d'un altre desordre o malaltia. La majoria de pacients tenen els primers símptomes d'experiència a la part mitjana de la seva vida. El tractament més comú és l'ús de toxina botulímica de tipus A.

## Signes i símptomes
Els símptomes inicials són normalment suaus. Alguns senten un tremolor inapreciable del seu cap durant uns quants mesos. Aleshores el cap pot girar, estirar-se o inclinar-se amb moviments sacsejants o bé sostenir una posició prolongada involuntàriament. Amb el temps, els espasmes involuntaris dels músculs del coll augmentaran en freqüència i força fins que s'estabilitza. Els símptomes també poden empitjorar mentre el pacient està caminant o durant períodes d'estrès augmentat. Altres símptomes inclouen hipertrofia muscular, dolor de coll, disàrtria i tremolor. Els estudis han mostrat que per damunt 75% dels pacients tenen dolor de coll, i d'un 33% a un 40% tenen episodis de tremolor del cap.

## Fisiopatologia

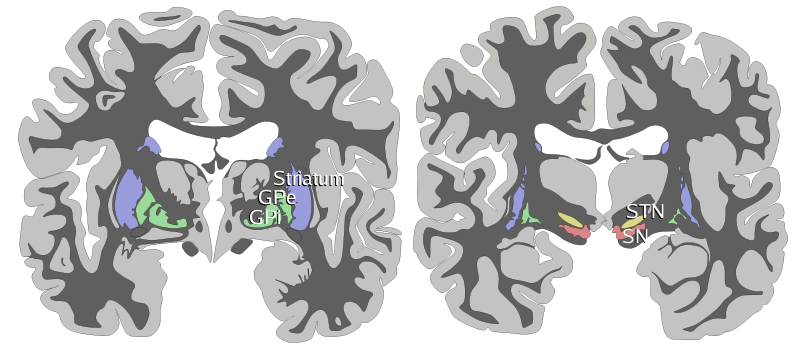
Secció coronal de cervell humà a nivell del gangli basal.

## Diagnosi
L'escala generalment més utilitzada per valorar la intensitat de la distonia cervical és la Toronto Western Spasmodic Torticollis Rating Scale (TWSTRS). Ha estat demostrat que aquest sistema és àmpliament acceptat en assaigs clínics, i es considera que té “bona fiabilitat entre observadors”. Hi ha tres escales al TWSTRS: escala de gravetat de torticolis, escala de discapacitat i escala de dolor. Aquestes escales s'utilitzen per representar la gravetat, el dolor i l'estil de vida general dels pacients.

## Tractament
Hi ha diversos tractaments per la distonia cervical, generalment s'utilitzen injeccions de toxina botulínica en el múscul del coll. Altres tractaments inclouen estirament antagonista per una lleugera afectació ocasional, medicaments orals i estimulació cerebral profunda. Les combinacions d'aquests tractaments han permès controlar els moviments espasmòdics. També, la denervació quirúrgica selectiva dels nervis que desencadenen contraccions musculars pot oferir un alleujament dels espasmes i el dolor, i limitar els danys a la columna vertebral com a conseqüència de la postura forçada. Es pot produir una fibrosi espinal (és a dir, el bloqueig de les facetes de la columna vertebral a causa de la contorsió muscular que es tradueix en vèrtebres fusionades). Per tant, és important avaluar seriosament l'opció de denervació quirúrgica el més aviat possible.